# 中村榮美子
中村 榮美子（なかむら えみこ、1974年11月9日 –）は、日本のモデル、女優。東京都出身。身長172cm、靴のサイズ24.5cm。血液型はAB型。

## 来歴・人物
雑誌「セブンティーン」の専属モデルになり同誌の顔として活躍。
俳優としてのデビュー作となったドラマ「高校教師」（1993年）では、主人公の繭に好意を持つ同性愛のバスケット部のキャプテン役を演じ印象を残した。

## 出演

### テレビドラマ
- 高校教師 （1993年、TBS） - 佐伯麻美 役
- 土曜ドラマ（NHK）
  - 街角 （1993年） - まゆ 役
- いつも心に太陽を （1994年、TBS） - 野田まりも 役
- まばたきの海に 美少女葵・心の旅 （1994年、NHK） - 植田菜摘 役
- 禁じられた遊び （1994年、NTV） - 鴫野杏子 役
- 十時半睡事件帖 第7話「人形妻」（1995年、NHK） - つる 役
- グッド★コンビネーション （2001年、NHK-BS2） - 鈴木さとり 役

### ビデオ・映画
- 悪役商会 狼たちの仁義 （1991年、東映 Vシネマ）
- ALLDAYS 二丁目の朝日 （2008年）
- シュトルム・ウント・ドランクッ（2014年8月16日公開、山田勇男監督） - 松浦エミル  役

### 舞台
- カム伝（2015年3月11日-3月15日、龍昇企画+温泉ドラゴン共同企画公演）作・演出：天野天街（少年王者舘）
- 少年王者舘公演
- でたらめな神話(三浜文化会館演劇制作事業)　作・演出：土田英夫（MONO）
- 娯楽百貨プロデュースDoctor Shopping『タットビ』（2023年11月8日-12日）演出:黒川麻衣
- 演劇ユニット鵺的 第18回公演『おまえの血は汚れているか』（2024年10月18日-27日）作：高木登、演出：寺十吾[1]

### CM
- ロート製薬 「キャンパスリップほそみ」
- TDK　「AD」　（1990年）
- コミー/TBC クリスマスなんて大キライ編（1994年）
- メナード 「薬用ビューネ」 ぼやき編（1996年）
- ヤクルト本社 「ジョア」（1997年）
- ニッポンハム 「シャウエッセン」（1998年）
- スズキ 「スイフト」（2000年）
- 三井住友VISAカード （2001年）
- セガ 「PS2 サカつく2002」（2002年）
- ツムラ （2004年）
- カルピス（2007年）
- 丸美屋食品工業「混ぜ込みわかめ」　ママと子のお弁当篇（2008年）
- 丸美屋食品工業「ソフトふりかけ」 ちりめん山椒篇、とりたまご篇（2011年）

### バラエティ
- どんまいスポーツ&ワイド水曜日 （1994年、NTV）

### 雑誌
- セブンティーン（専属モデル）

## リンク
- 中村榮美子 (@emiemi1974119) - Instagram